# Bahamas flagga

Bahamas handelsflagga, officiella proportioner 1:2

Bahamas flagga har tre horisontella band i blått och gult och en svart triangel på den inre ("vänstra") sidan. Triangeln symboliserar Bahamas ungefär 300 000 invånares enighet. De flesta av dem har sitt ursprung i Afrika. Det gula bandet symboliserar solen och stränderna och de båda blå Karibiska havet och Atlanten. Flaggan antogs 10 juli 1973. Proportionerna är 1:2.

## Historik
Inför självständigheten 1973 utlyste man en tävling om ny nationsflagga. Dagens flagga har hämtat drag från flera av de inskickade förslagen. Ett vanligt tema i tävlingsförslagen var soluppgångar, och därför använder man en soluppgång i statsvapnet.

## Handelsflaggan
Bahamas handelsflotta är relativt stor, mycket på grund av att många handelsfartyg är bekvämlighetsregistrerade på Bahamas. Handelsfartyg som är registrerade på Bahamas använder handelsflaggan, som består av ett georgskors i rött och vitt med nationsflaggan inlagd i det övre inre fältet. Den röda handelsflaggan anknyter till den brittiska Red Ensign. Proportionerna är officiellt 1:2, men det är vanligare att flaggan förekommer i proportionerna 2:3 eller 3:5. Det finns även en gös för civilt bruk, som är en tvåtungad variant av handelsflaggan. I örlogsflaggan till havs och flygvapenmärket är färgerna rött och vitt omvända jämfört med handelsflaggan.